# Kleine duizendknoop
Kleine duizendknoop (Persicaria minor, basioniem: Polygonum minus) is een plantensoort uit de duizendknoopfamilie (Polygonaceae).

## Determinatie
Kleine duizendknoop is een eenjarige, kruidachtige plant die een hoogte bereikt van 10–40 cm. Ze heeft verspreide en vertakte, opstaande stengels met lancetvormige, donkergroene bladeren. Het blad heeft een licht bittere smaak. Aan de voet van het blad versmallen de bladeren. Het tuitje is kort behaard en lang gewimperd. Kleine duizendknoop bloeit van juli tot oktober. De paarsachtig rode of witte bloemen groeien in aren uit de bladoksels. Ze hebben geen klierpuntjes. De zaden zijn zwart en glanzend.

### Gelijkende taxa
Kleine duizendknoop lijkt veel op de verwante soorten waterpeper, zachte duizendknoop, perzikkruid, beklierde duizendknoop en de landvorm van veenwortel. Van de voornoemde soorten is zij de enige soort met glimmend donkergroene, zeer smalle bladeren die aan de onderzijde kaal zijn en aan de bovenzijde geen zwarte vlek hebben en waarvan de bladvoet plotseling afgerond is.

## Ecologie
Kleine duizendknoop is een pioniersoort. Ze komt voor op open, vochtige tot natte, mesotrofe tot eutrofe, sterk humeuze bodems in de volle zon tot halfschaduw. De soort is vooral aan te treffen op droogvallende oevers van sloten, vijvers en greppels, langs natte bospaden en op natte delen van akkerland.